# Kip Pardue
Kevin Ian Pardue, più noto come Kip Pardue (Atlanta, 23 settembre 1975), è un attore ed ex modello statunitense.

## Filmografia

### Cinema
- Gonne al bivio (But I'm a Cheerleader), regia di Jamie Babbit (1999)
- Costi quel che costi ( Whatever It Takes), regia di David Raynr (2000)
- Il sapore della vittoria (Remember the Titans), regia di Boaz Yakin (2000)
- Driven, regia di Renny Harlin (2001)
- Strange Hearts, regia di Michelle Gallagher (2001)
- Le regole dell'attrazione (The Rules of Attraction), regia di Roger Avary (2002)
- Vacuums, regia di Luke Cresswell (2002)
- Thirteen - 13 anni (Thirteen), regia di Catherine Hardwicke (2003)
- Prigioniera di un incubo (Devil's Pond), regia di Joel Viertel (2003)
- This Girl's Life, regia di Ash (2003)
- Imaginary Heroes, regia di Dan Harris (2004)
- Ingannevole è il cuore più di ogni cosa (The Heart Is Deceitful Above All Things), regia di Asia Argento (2004)
- The Iris Effect, regia di Nikolaj Lebedev (2004)
- Glitterati, regia di Roger Avary (2005)
- Laura Smiles, regia di Jason Ruscio (2005)
- Loggerheads, regia di Tim Kirkman (2005)
- Undiscovered, regia di Meiert Avis (2005)
- The Trouble With Romance, regia di Gene Rhee (2007)
- Remarkable Power, regia di Brandon Beckner (2007)
- The Wizard of Gore, regia di Jeremy Kasten (2007)
- Hostel: Part III, regia di Scott Spiegel (2011)
- Phantom, regia di Todd Robinson (2013)
- Operazione Valchiria 2 - L'alba del Quarto Reich (Beyond Valkyrie: Dawn of the 4th Reich), regia di Claudio Fäh (2016)

### Televisione
- Settimo cielo (7th Heaven) – serie TV, 1 episodio (1999)
- Dr. House - Medical Division (House, M.D.) – serie TV, episodio 2x22 (2006)
- E.R. - Medici in prima linea (ER) – serie TV, 6 episodi (2006-2007)
- Princess - Alla ricerca del vero amore (Princess) – film TV, regia di Mark Rosman (2008)
- Runaways – serie TV (2017)
- Ray Donovan – serie TV, 5 episodi (2014)
- NCIS: Los Angeles – serie TV, 1 episodio (2017)
- C'era una volta (Once Upon a Time) – serie TV, episodio 7x07 (2018)

## Doppiatori italiani
Nelle versioni in italiano delle opere in cui ha recitato, Kip Pardue è stato doppiato da:
- Nanni Baldini in Driven, C'era una volta
- Stefano Crescentini in Ripple Effect, Hostel: Part III
- Fabrizio Manfredi in Costi quel che costi
- Vittorio De Angelis ne Il sapore della vittoria
- Riccardo Rossi ne Le regole dell'attrazione
- Angelo Evangelista in Thirteen - 13 anni
- Emiliano Coltorti in Prigioniera di un incubo
- Alberto Bognanni in This Girl's Life
- Paolo De Santis in American Crime
- Christian Iansante in Ingannevole è il cuore più di ogni cosa
- Alberto Caneva in The Iris Effect
- Alessandro Quarta in Undiscovered
- Mauro Gravina in Dr. House - Medical Division
- Alessandro Rigotti in E.R. - Medici in prima linea
- Marco Vivio in Princess - Alla ricerca del vero amore
- Massimo Rossi in Intrighi di potere
- Luca Mannocci in Mad Men
- Andrea Oldani in Operazione Valchiria 2 - L'alba del Quarto Reich
- Simone D'Andrea in Runaways
- Francesco Meoni in NCIS: Los Angeles
- Massimiliano Alto in Hawaii Five-0